# 第8軍團 (德意志國防軍)
第8軍團（德語：8. Armee Oberkommando）是德軍在二戰期間的軍團。它在戰爭期間存在過兩次，分別是1939年入侵波蘭和1943年以後的東線戰場。
第8軍團於1939年8月1日成立，由約翰內斯·布拉斯科維茨大將指揮。1939年入侵波蘭時，它是倫德施泰特元帥的南方集團軍的一部分。它由兩個軍第10軍和第13軍組成，負責南方集團軍前線的北部。軍隊在布楚拉戰役中經歷了激烈的戰鬥。波蘭戰役結束後，它被重組為第2軍團，參加了1940年的法國戰役。
1943年，在庫爾斯克戰役後由肯夫特遣軍團進行了改编。它於1944年和1945年在匈牙利、羅馬尼亞和奧地利作戰，並最終於1945年在奧地利投降。